# محله هوایی چنووت
محله هوایی چنووته (به انگلیسی: Chenoweth Airpark) یک فرودگاه خصوصی است که یک باند فرود آسفالت دارد و طول باند آن ۷۴۶ متر است. این فرودگاه در شهر دلس، اورگن کشور ایالات متحده آمریکا قرار دارد و در ارتفاع ۱۸۵ متری از سطح دریا واقع شده‌است.